# 中華人民共和國教育法
中華人民共和國教育法是中華人民共和國制定的一部有關教育的法律，1995年3月由第八届全国人民代表大会第三次会议正式頒布。該法律規定了中華人民共和國的學前教育、初等教育、中等教育、高等教育和九年義務教育制度。該法後來於2009年8月27日、2015年12月27日、2021年4月29日經歷過三次修訂。